# Amstel Gold Race 1982
De 17de editie van de Amstel Gold Race vond plaats op 24 april 1982. Het parcours, met start in Heerlen en finish in Meerssen, had een lengte van 237 kilometer. Aan de start stonden 152 renners, waarvan 39 de finish bereikten.
Hennie Kuiper nam in deze editie een stukje weg waarmee hij de bocht afsneed op weg naar de Geulhemmerberg. Dit stukje weg is sindsdien onofficieel de de Hennie Kuiper-allee genaamd en staat op de gevel van een van de huizen aan dit straatje.

## Uitslag
| rang | renner             | land           | tijd       |
| ---- | ------------------ | -------------- | ---------- |
| 1    | Jan Raas           | Nederland      | 6u 10' 45" |
| 2    | Stephen Roche      | Ierland        | op 02"     |
| 3    | Gregor Braun       | West-Duitsland | op 07"     |
| 4    | Sean Kelly         | Ierland        | z.t.       |
| 5    | Phil Anderson      | Australië      | z.t.       |
| 6    | Hennie Kuiper      | Nederland      | z.t.       |
| 7    | Ludo Peeters       | België         | op 1' 14"  |
| 8    | Adrie van der Poel | Nederland      | z.t.       |
| 9    | Jostein Wilmann    | Noorwegen      | z.t.       |
| 10   | Ad Wijnands        | Nederland      | z.t.       |

1966 · 1967 · 1968 · 1969 · 1970 · 1971 · 1972 · 1973 · 1974 · 1975 · 1976 · 1977 · 1978 · 1979 · 1980 · 1981 · 1982 · 1983 · 1984 · 1985 · 1986 · 1987 · 1988 · 1989 · 1990 · 1991 · 1992 · 1993 · 1994 · 1995 · 1996 · 1997 · 1998 · 1999 · 2000 · 2001 · 2002 · 2003 · 2004 · 2005 · 2006 · 2007 · 2008 · 2009 · 2010 · 2011 · 2012 · 2013 · 2014 · 2015 · 2016 · 2017 · 2018 · 2019 · 2020 · 2021 · 2022 · 2023 · 2024

Lijst van beklimmingen